# بو بورجيسون
بو بورجيسون (بالسويدية: Bo Börjesson)‏ هو لاعب كرة قدم سويدي في مركز الوسط، ولد في 1 ديسمبر 1949 في Alnön ‏ في السويد. لعب مع نادي أورغريته.

## وصلات خارجية
- بو بورجيسون على موقع قاعدة بيانات كرة القدم.إي يو (الإنجليزية)
- بو بورجيسون على موقع ناشيونال فوتبول تيمز (الإنجليزية)